# Elda Industrial Club de Futbol
L'Elda Industrial CF és un club de futbol creat a la ciutat d'Elda, comarca del Vinalopó Mitjà. Va ser fundat el 1967 i al maig de 2019 es va fusionar amb l'Idella Club de Futbol, fet que va suposar el naixement de l'Élitei Project Club de Futbol. Actualment, l'equip juga en Regional Preferent.

## Història
El club va ser fundat el 1967. Va prendre el nom de la seua ciutat, Elda, i l'apel·latiu d'Industrial, a causa de la gran època d'apogeu econòmic que es vivia gràcies a la indústria del calçat. No obstant això, la trajectòria de l'equip va ser molt breu. Tan sols va jugar en la temporada 1968/69 i després va cessar en la competició, a causa que gran part dels seus jugadors van passar a la plantilla d'un altre equip local.
L'any 2012 l'equip va tornar a tindre activitat esportiva i va començar la seua aventura en la categoria més baixa, Segona Regional. La temporada 2012/13 van quedar campions de grup i van aconseguir l'ascens a Primera Regional. Anys més tard, en la temporada 2014/15 van tornar a quedar campions i van ascendir a Regional Preferent.
Durant la primavera de 2015, l'Elda Industrial va dur a terme una estreta col·laboració amb el Club Deportivo Eldense, en vistes a formar una pedrera infantil comuna, així com per arribar a un acord per ser club filial del mateix.

## Estadi

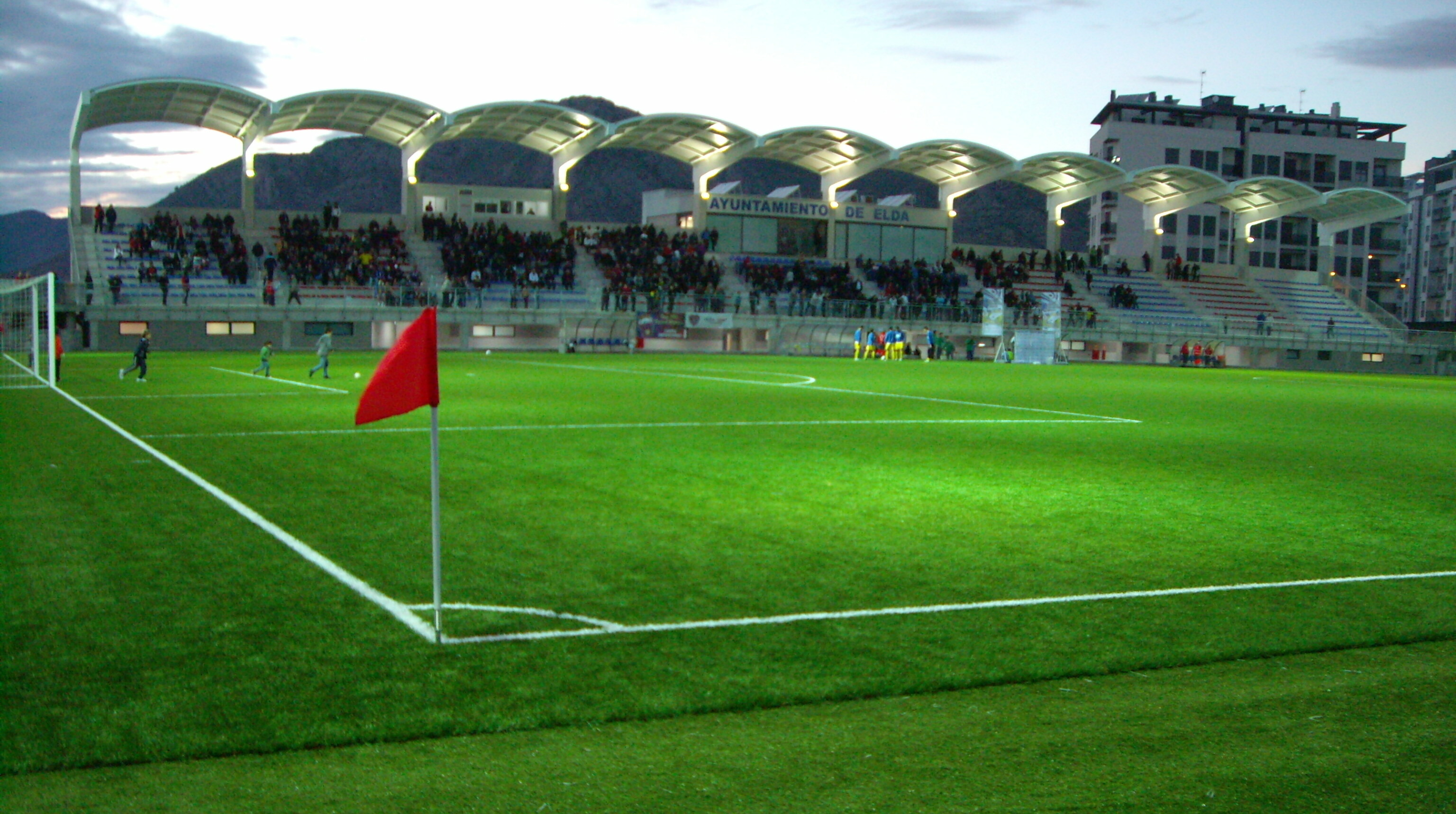
Nuevo Pepico Amat

Des de la temporada 2013/14, disputa les seues trobades en l'Estadi Municipal Nuevo Pepico Amat d'Elda, que comparteix amb el CD Eldense. És un estadi de gespa artificial, amb 4 graderies uniformes i 1 tribuna coberta amb llotges vip. Té una capacitat de 4.000 espectadors asseguts amb seients individuals, amb capacitat per ser ampliat en el futur. Està catalogat amb la categoria d'estadi de 2 estels de la FIFA. Està situat al carrer Heidelberg, proper a l'Avinguda de Ronda.

## Palmarés
- 2012/13: Campió de Lliga en el Grup XII de Segona Regional i ascens a Primera Regional.
- 2014/15: Campió de Lliga en el Grup VI de Primera Regional i ascens a Regional Preferent.

## Polèmica
Al desembre de 2014, un empresari italià establert a Alacant, Rocco Arenas, es va convertir per sorpresa en president del club. La seua intenció era la de "convertir al club en un equip de 2a B en 3 o 4 anys". La primera mesura va ser l'acomiadament injustificat de l'entrenador del primer equip, davant el qual va haver-hi una plantada general de la plantilla de jugadors. Finalment va haver-hi una reunió entre plantilla i directiva, a través de la qual l'empresari italià va decidir abandonar el club i restablir la situació inicial prèvia a la seua arribada.